# 에우리디케 (아크리시오스의 아내)
에우리디케(Eurydice)는 그리스 신화에 나오는 아크리시오스의 아내이다. 스파르타의 창건자인 라케다이몬과 스파르타 사이에서 태어난 딸이며, 아미클라스의 누이이다. 아르고스 왕 아바스의 아들인 아크리시오스와 결혼하여 딸 다나에를 낳았다. 아크리시오스는 딸에게서 태어난 아들의 손에 죽을 것이라는 신탁 때문에 다나에를 탑 속에 가두었는데, 제우스가 황금 빗물로 변해 탑 속으로 들어가 다나에를 범하였다. 다나에가 낳은 페르세우스는 나중에 신탁에서 말한 대로 원반을 잘못 던져 할아버지인 아크리시오스를 죽게 하였다.